# Jezioro Łomskie
Jezioro Łomskie (Jezioro Łomy) – jezioro w woj. warmińsko-mazurskim, w pow. olsztyńskim, w gminie Jonkowo, leżące na terenie Pojezierza Olsztyńskiego. Eutroficzny zbiornik o powierzchni 22,4 hektarów i maksymalnej głębokości 6 metrów. Położone na północ od Jonkowa w miejscowości Łomy. Jest drugim co do wielkości jeziorem w gminie Jonkowo. Jest to zbiornik zamknięty, określony jako typ linowo-szczupakowy.